# Der Holzdieb
Der Holzdieb ist ein Singspiel („Komische Oper“) in einem Akt von Heinrich Marschner (Musik) mit einem Libretto von Friedrich Kind. Als Musikdirektor im Hoftheater Dresden brachte Marschner selbst das Werk am 22. Februar 1825 zur Uraufführung.

## Handlung
Ländliche Gegend mit Gebüsch. Auf einer Seite der Vorplatz der Schmiede, auf der andern eine Linde, worunter Tisch und Bank.
Suschen besingt den Frühling (Suschen: „Im Maie“). Ihr Liebster, der Jäger Felix, stimmt wie ein Echo in den Gesang ein. Suschens Vormund, der Dorfschmied Lorenz, wünscht, dass sie den reichen Bauern Barthel heiratet. Dieser würde ihm dann im Gegenzug die bislang nur gepachtete Schmiede verkaufen (Lorenz: „Nur Thaler“). Felix’ neuer Posten als Förster erhöht immerhin seine Chance auf Suschens Hand. Lorenz’ eifersüchtige Frau Barbara würde sie gerne verheiratet sehen, um sie aus dem Haus zu haben. Felix und Suschen überlegen nun, wie sie Lorenz die Schmiede auf andere Weise verschaffen können. Um Barthel unter Druck zu setzen, soll Suschen ihn zu einem kleinen Verbrechen verführen (Felix: „Bei Sonnaufgehn“).
Vor Pfingsten gerät die Familie in einen Streit (Quartett: „Meister Lorenz“). Suschen und Felix offenbaren Lorenz und Barbara ihre Liebe und Hochzeitspläne. Barbara hat damit kein Problem. Lorenz jedoch muss seine Verärgerung im Wirtshaus loswerden, da er seine Hoffnung auf die Schmiede verloren glaubt. Barbara beruhigt das Liebespaar („Bei Wiederspruch“).
Suschen und Felix greifen zu einer List. Als sie bemerken, dass Bartel sie belauscht, beenden sie zum Schein ihre Verbindung (Duett: „Sag’ ich’s nicht“), und Suschen besingt in einer Arie ihre Vorfreude auf ihre neue Liebe (Suschen: „Das Herz ist gewachsen“). Um sie zu beeindrucken, trägt Barthel ihr ein Lied vor (Barthel: „Trägt nach Staaren“) und schenkt ihr einen Strohhut. Suschen ist scheinbar begeistert. Sie wendet aber ein, dass Barbara ihre Verbindung ablehne und sie mit Felix verheiraten wolle. Sie könne den Hut daher nicht annehmen. Um das trotzdem möglich zu machen, solle Barthel im Wald eine Birke fällen und als Pfingstbaum vor Barbaras Haus stellen. Den könne er dann mit dem Hut schmücken. Nachdem Barthel gegangen ist, freut sich Suschen auf das Gelingen ihrer Intrige („Von den Farben allen“). Barbara hat alles beobachtet. Da ihr Mann gerade betrunken aus der Schenke heimkehrt, wird er sich leicht um den Finger wickeln lassen (Lorenz: „Das ist das ächte Lied“). Er gibt bereits zu, dass ihm Felix eigentlich lieber wäre als Barthel. In der Ferne ist ein Schuss zu hören.
Barthel erscheint mit der abgeschlagenen Birke und dem Strohhut. Er ist zutiefst verängstigt, weil er im Wald von Förstern ertappt und als Holzdieb verfolgt wurde (Quartett: „Helft mir! Helft“). Man habe sogar auf ihn geschossen. Kurz darauf trifft Felix mit bewaffneten Jäger- und Bauernburschen ein, die den Dieb festnehmen wollen (Quintett: „Er ist’s! Er ist’s“). Barthel bleibt nichts anderes übrig, als seine Tat zu gestehen. Felix erklärt ihm, dass das Abhauen junger Stämme mit Pranger und Zuchthaus bestraft werde. Früher habe man Forstdiebe sogar mit den Ohren an die Bäume genagelt. Barthel jammert und fleht die anderen um Hilfe an. Da bringen Suschen und Barbara die Sprache auf den Verkauf der Schmiede, den Barthel doch sicher vorziehen könne. Der stimmt zu, der Kaufvertrag wird unterschrieben, und Felix erlässt ihm die Strafe großmütig. Dann offenbaren er und Suschen ihm ihre eigenen Hochzeitspläne, gegen die Barbara und Lorenz nicht mehr einzuwenden haben. Felix lädt alle zur Verlobungsfeier ins Wirtshaus ein (Finale: „Es gilt! Zum Feste“).

## Gestaltung

### Orchester
Die Orchesterbesetzung der Oper umfasst die folgenden Instrumente:
- Holzbläser: Piccoloflöte, zwei Flöten, zwei Oboen, zwei Klarinetten, zwei Fagotte
- Blechbläser: zwei Hörner, zwei Trompeten
- Pauken, Schlagwerk: Triangel, Tamburin
- Streicher

### Musiknummern
Die Oper enthält die folgenden Musiknummern (in Klammern die abweichenden Textanfänge des Klavierauszugs von 1884):
- Ouverture
- Nr. 1. Arie (Suschen): „Im Maie“
- Nr. 2. Arie (Lorenz): „Nur Thaler“
- Nr. 3. Arie (Felix): „Bei Sonnaufgehn“ („Und welch’ ein Glück“)
- Nr. 4. Quartett (Barbara, Lorez, Felix, Suschen): „Meister Lorenz“
- Nr. 5. Arietta (Barbara): „Bei Wiederspruch“
- Nr. 6. Duett (Suschen, Felix): „Sag’ ich’s nicht“
- Nr. 7. Arie (Suschen): „Das Herz ist gewachsen“ („Mein Herz ist voll Wonne“)
- Nr. 8. Lied (Barthel): „Trägt nach Staaren“
- Nr. 9. Arie (Suschen): „Von den Farben allen“
- Nr. 10. Lied (Lorenz): „Das ist das ächte Lied“
- Nr. 11. Quartett (Barthel, Suschen, Barbara, Lorenz): „Helft mir! Helft“
- Nr. 12. Quintett (Barthel, Suschen, Barbara, Lorenz, Felix) mit Chor: „Er ist’s! Er ist’s“
- Nr. 13. Finale: „Es gilt! Zum Feste“

### Musik
Der Holzdieb folgt der typischen Form des Singspiels, dessen Handlung in gesprochenen Dialogen stattfindet. Die meisten der insgesamt dreizehn Musiknummer sind als Einlagen konzipiert. Lediglich die Ensemblestücke Nr. 4, Nr. 11 und Nr. 12 tragen zur dramatischen Aktion bei. Sie sind auch stilistisch anspruchsvoller als die sehr schlichten und volksliedhaften Solonummern. Unter den letzteren erreichte Suschens Arie „Mein Herz ist voll Wonne“ (Nr. 7 als „Das Herz ist gewachsen“) größere Bekanntheit. Die komödienhafte Darstellung des ländlichen Lebens und der dortigen Hochzeitsbräuche erinnert die Singspiele der älteren Komponisten Johann Adam Hiller, Joseph Weigl oder Johann Baptist Schenk. Anders als in den „magischen“ Wiener Singspielen gibt es hier allerdings keine übernatürlichen Elemente.

## Werkgeschichte

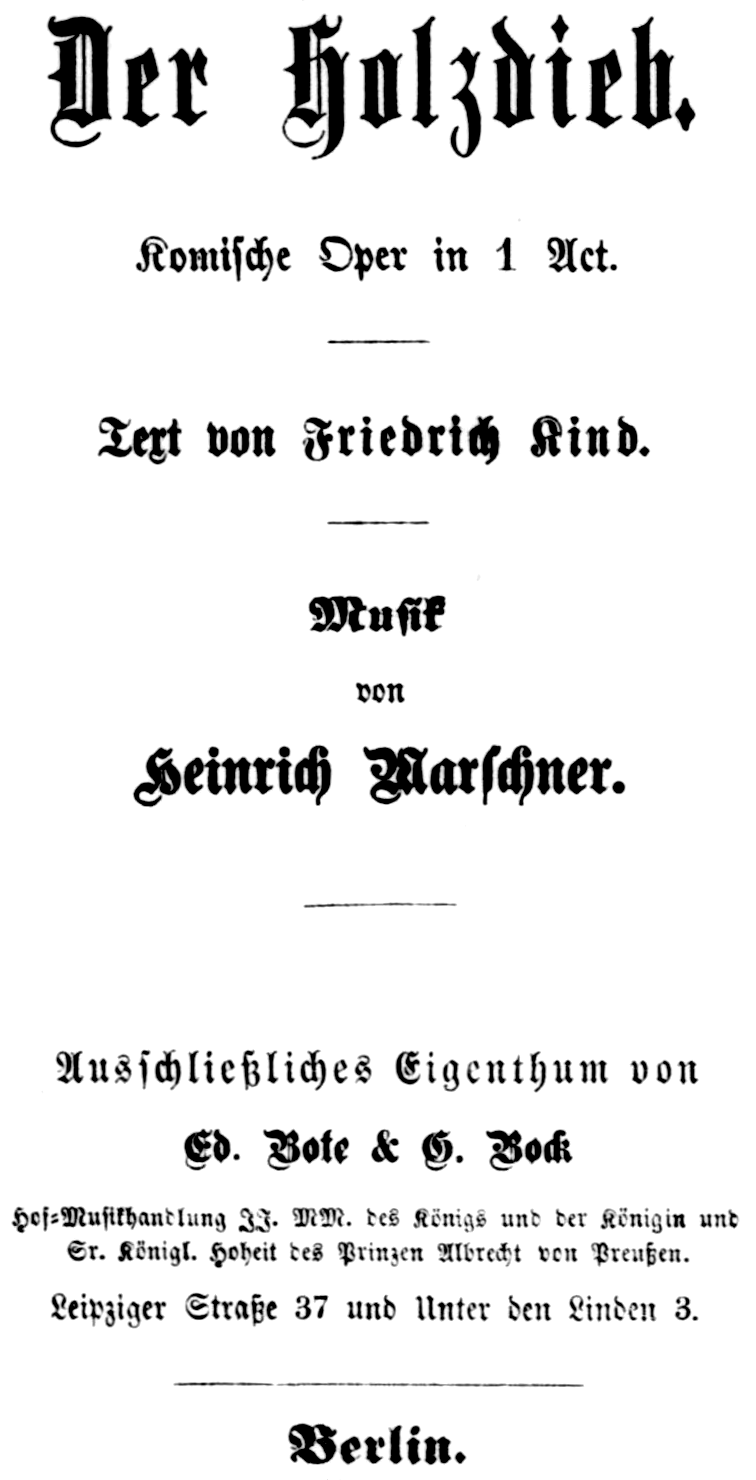
Titelblatt des Librettos, Berlin 1849

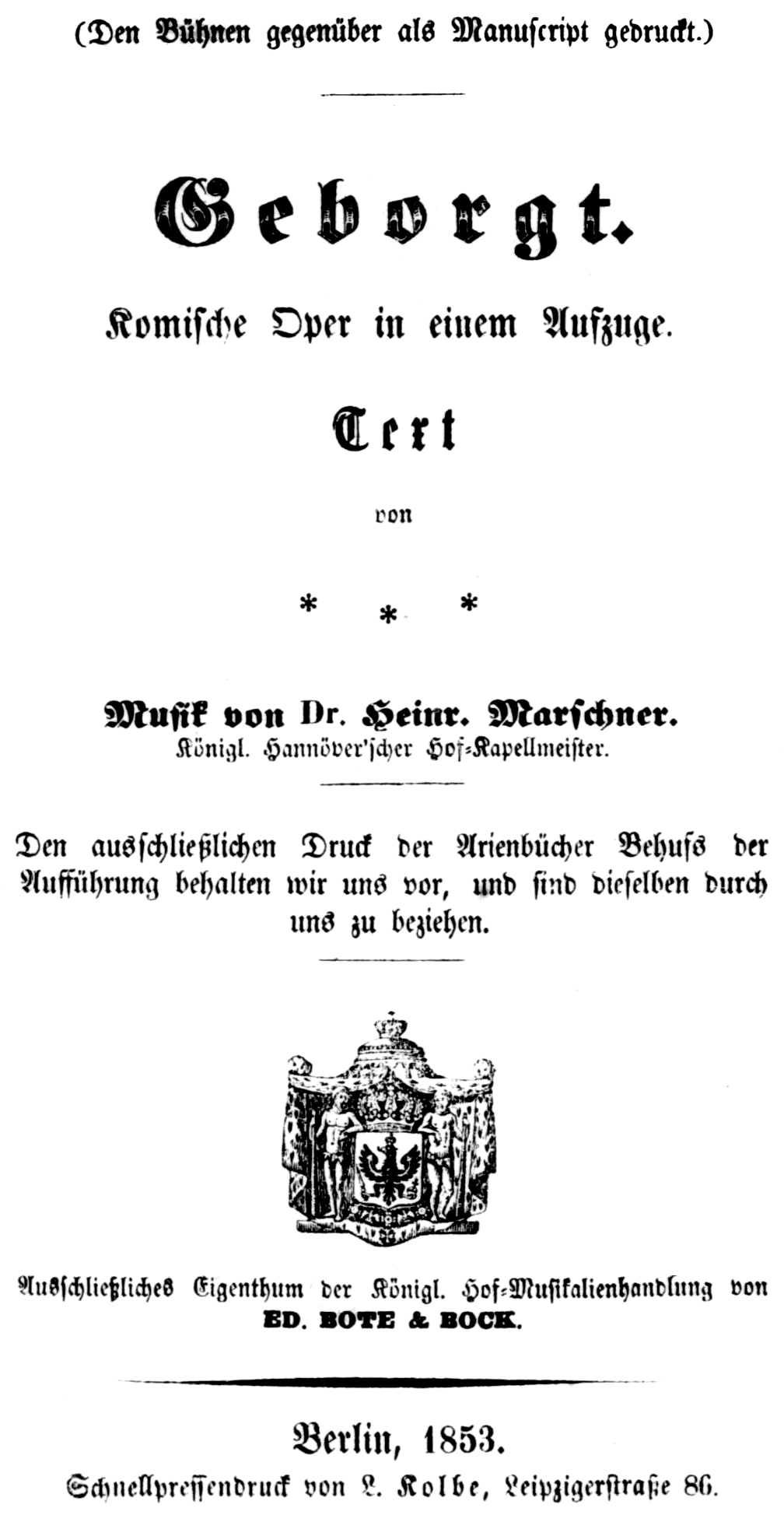
Geborgt. Titelblatt des Librettos, Berlin 1853

Heinrich Marschner konzipierte diese Oper als Prototyp einer deutschen Nationaloper, deren künstlerisches Programm er dem Librettisten Friedrich Kind in einem Brief beschrieb: Die Klavierauszüge sollten als Taschenbücher herausgegeben werden, um private Vorstellungen von Künstlervereinigungen zu ermöglichen. Die Gesangspartien sollten einfach und die Klavierbegleitung auch für mittelmäßige Spieler möglich sein. Vermutlich begannen Marschner und Kind 1823 mit der Arbeit an diesem Singspiel. 1824 erhielt Marschner trotz der Einwände Carl Maria von Webers den Posten des Musikdirektors der Dresdner Hofoper, wo er am 22. Februar 1825 auch die Uraufführung leitete. Es sangen Friederike Funk (Suschen), Johann Gottfried Bergmann (Felix), Herr Keller (Barthel), Herr Mayer (Lorenz) und Madam Horak (Barbara).
Den Klavierauszug gaben Marschner und Kind beim Verlag C. H. F. Hartmann zusammen mit anderen Stücken im ersten Band der Taschenbuchreihe Polyhymnia heraus. Der Untertitel lautete: Ein Taschenbuch für Privatbühnen und Freunde des Gesanges auf das Jahr 1825. Weitere Bände erschienen nicht, da Marschner seine Stellung an der Hofoper bereits im nächsten Jahr wieder aufgab.
Der Erfolg der Uraufführung wird von den Quellen unterschiedlich bewertet. Der Rezensent der Berliner allgemeinen musikalischen Zeitung vom 16. März 1825 äußerte sich sehr positiv und verhieß dem Werk eine große Zukunft: „Uebrigens glauben wir dem Holzdieb mit Gewissheit wahrsagen zu können, dass er überall ein Herzens- und Beifalls-Dieb werden wird.“ Der Marschner-Biograph Maximilian Ernst Wittmann schrieb 1897, dass die Dresdner Aufführung „unter großem Beifall“ stattgefunden habe. Die Leipziger Allgemeine musikalische Zeitung dagegen meinte am 18. Mai 1825: „Text und Musik haben nicht gefallen; keine Hand hat sich zum Beyfallspenden gerührt.“ Jedenfalls gab es längere Zeit keine weiteren Produktionen des Holzdiebs. Erst ab 1850 sind wieder Aufführungen nachweisbar:
- 13. Januar 1850: Konservatorium Leipzig.
- 21. April 1853: Krollsches Theater Berlin – mit überarbeitetem Text unter dem Titel Geborgt.
- 8. Mai 1856: Barmen – Amateurproduktion.
- 18. Januar 1878: Hamburg.
- 9. Mai 1879: Hannover.
- 1880er Jahre: München – Schüler und Gesangsverein von Emilie Kaulla.[10]
- 8. April 1901: Königsberg – Dirigent: Alfred Rahlwes.
- Januar 1909: Straßburg.
- 1913: München – Karnevalsveranstaltung des „Münchner Lehrergesangvereins“.[11]
- 27. Mai 1935: Rochester (New York) – in englischer Sprache.
- Februar 1935: Amsterdam 1935 – Produktion der Niederländischen Kammeroper; in niederländischer Sprache unter dem Titel De meiboom.[4]
- 8. Oktober 1937: Deutsches Opernhaus Berlin – Bearbeitung: Heinrich Burkhard und Otto Rombach.[12][1]
- 26./27. April 2023: MUK-Theater der Musik und Kunst Privatuniversität der Stadt Wien – Produktion des Bachelorstudiengangs Sologesang der Fakultät „Darstellende Kunst – Gesang und Oper“; Bearbeitung von Beppo Binder; Klavier und musikalische Leitung: David Hojer.[13]

Richard Strauss nahm den Holzdieb 1945 in seinen Repertoirevorschlag für das kleinere der beiden Opernhäuser auf, die es seiner Meinung nach in jeder größeren deutschen Stadt geben sollte.

## Aufnahmen
- 1962 – Hans Gierster (Dirigent), Kleines Orchester des Südwestfunks, Chormitglieder der Städtischen Bühnen in Freiburg.
 Sanders Schier (Lorenz), Erika Ahsbahs (Barbara), Antonia Fahberg (Suschen), Johannes Hoefflin (Felix), Wolfgang Frey (Barthel).
 Aufgenommen in Freiburg.
 Walhall WLCD 0378 (1 CD).[14]

## Digitalisate
- Der Holzdieb: Noten und Audiodateien im International Music Score Library Project
- Polyhymnia. Ein Taschenbuch für Privatbühnen und Freunde des Gesanges auf das Jahr 1825. Digitalisat bei Google Books (enthält den Text und Klavierauszug)
- Der Holzdieb. Libretto, Berlin 1849. Digitalisat der Library of Congress
- Geborgt. Libretto, Berlin 1853. Digitalisat der Library of Congress